# Cebrio nigricans
Cebrio nigricans is een keversoort uit de familie Cebrionidae. De wetenschappelijke naam van de soort is voor het eerst geldig gepubliceerd in 1846 door P. H. Lucas.